# Temnothorax algerianus
Temnothorax algerianus (лат.) — вид мелких паразитических муравьёв трибы Crematogastrini из подсемейства Myrmicinae (Formicidae).

## Распространение
Северная Африка: Алжир.

## Описание
Паразитируют на других видах муравьёв, без которых жить не могут.

## Систематика
Первоначально был описан под названием Epimyrma algeriana Cagniant, 1968.

## Охранный статус
Включён в «Красный список угрожаемых видов» (англ. IUCN Red List of Threatened Animals) международной Красной книги Всемирного союза охраны природы (The World Conservation Union, IUCN) в статусе Vulnerable D2 (таксоны в уязвимости или под угрозой исчезновения).